# Viola producta
Viola producta är en violväxtart som beskrevs av Wilhelm Becker. Viola producta ingår i släktet violer, och familjen violväxter. Inga underarter finns listade i Catalogue of Life.